# Корвиноне
Корвиноне (итал. Corvinone) — красный итальянский сорт винограда, выращиваемый в регионе Венето на севере Италии.
В 2010 году общая площадь виноградников корвиноне во всем мире составила 930 гектаров, почти все они находились в Италии, за исключением незначительных площадей в Аргентине. Редко встречающийся в вине в чистом виде, сорт Корвиноне смешивают с сортами Рондинелла, Молинара и другими местными сортами в красных винах с преобладанием сорта Корвина из регионов Вальполичелла и Бардолино в Венето. Сорт Корвиноне настолько похож на более распространенный сорт Корвина, что его исторически часто ошибочно принимали за клон; действительно, его название на итальянском языке означает «большая Corvina». Однако более поздние ампелографические исследования и ДНК-профилирование показали, что это отдельный самостоятельный сорт.

## Виноградарство и виноделие
Сорт Корвиноне дает пирамидальные грозди, более крупные и рыхлые, чем Корвина, и созревающие позже (в середине октября). Отдельные ягоды винограда сорта Корвиноне также крупнее, что делает сорт пригодным для сушки, которая является частью процесса виноделия для нескольких стилей вин региона Вальполичелла, в частности, Амароне и Речото. С 1990-х годов сорт Корвиноне стал играть более важную роль в купажировании красных вин. Большинство источников часто игнорируют присутствие Корвиноне, упоминая лишь купаж сортов Корвина, Рондинелла и Молинара, поскольку ранее он не всегда признавался отдельным сортом. Он стал более популярен среди виноделов, чем Молинара, благодаря более плотному цвету и превосходным вкусовым качествам. В результате площадь его выращивания в Италии в период с 2000 по 2010 год увеличилась более чем в десять раз: с 88 гектаров до 930 гектаров, в то время, как за тот же период площадь выращивания Молинары сократилась.